# Північний Кордофан
Північний Кордофан (араб. شمال كردفان; трансліт: Shamal Kurdufan) — один з 18 штатів (вілаятів) Судану.
- Територія 221900 км².
- Населення 2920992 чоловік (на 2008).

Адміністративний центр — місто Ель-Обейд.

## Історія
В 2005 році відповідно до Найвашської угоди до складу регіону увійшли північні округи скасованого вілаята Західний Кордофан
 — Ен-Нухуд і Гебейш.
У липні 2013 року штат Західний Кордофан була відновлена.

## Адміністративно-територіальний поділ

Адміністративне-територіальний поділ штату (вілаяту) в межах без північних округів провінції Західний Кордофан.

Провінція ділиться на 7 округів (дистриктів):
- Бара (англ. Bara);
- Джебрат-аль-Шейх (англ. Jebrat al Sheikh);
- Савдарі (англ. Sowdari);
- Ум-Раваба (англ. Um Rawaba);
- Гебейш (англ. Ghebeish);
- Шейкан (англ. Sheikan);
- Ен-Нухуд (англ. En Nuhud).